# Haworthia veltina
Haworthia veltina és una espècie del gènere Haworthia de la subfamília de les asfodelòidies (Asphodeloideae).

## Descripció
Haworthia veltina és una planta suculenta perennifòlia que pot arribar a fer entre 2 a 10 cm de alçada. Les seves fulles són simples, lanceolades i de color verd clar i en són vermelles a la punta i formant una botànica. Produeix raïms florals tubulars blanques i es formen càpsules columnars.

## Distribució
Haworthia veltina creix a la província sud-africana del Cap Oriental.

## Taxonomia
Haworthia veltina va ser descrita per M.Hayashi i publicat a Haworthia Study 12: 11, a l'any 2004.
Etimologia
Haworthia: nom en honor del botànic britànic Adrian Hardy Haworth (1767-1833).
veltina: epítet llatí que significa "una mica vellut".